# Hulua pana
Hulua pana là một loài nhện trong họ Toxopidae.
Loài này thuộc chi Hulua. Hulua pana được miêu tả năm 1973 bởi Raymond Robert Forster & Wilton.